# 신병 시즌 3
드라마 《신병3》은 동명의 인기 유튜브 애니메이션을 원작으로 한 하이퍼 리얼리즘 밀리터리 코미디 드라마의 세 번째 시즌입니다. 2025년 4월 7일부터 매주 월요일과 화요일 밤 10시에 ENA 채널에서 방송되며, 본방송 직후 KT 지니TV에서 무료 VOD로 독점 제공됩니다. OTT 플랫폼 티빙(TVING)에서도 시청 가능합니다.
줄거리
이번 시즌에서는 상병 진급을 앞둔 '군수저' 박민석(김민호 분)이 새로운 신병들의 전입과 과거 악역 성윤모(김현규 분)의 복귀로 인해 복잡해진 군 생활을 겪는 이야기를 그립니다. 새롭게 부임한 조백호 중대장(오대환 분)의 등장과 함께, 부대 내 다양한 사건과 갈등이 펼쳐집니다.
등장인물
- 박민석(김민호 분): 아버지가 사단장인 '군수저'로, 상병 진급을 앞두고 새로운 도전에 직면합니다.
- 최일구(남태우 분): 말년 병장으로, 박민석과의 관계에서 새로운 변화를 맞이합니다.
- 오석진(이상진 분): 소대장으로, 부대 내 갈등을 조율하며 부대원들을 이끕니다.
- 임다혜(전승훈 분): 포커페이스 일병으로, 냉철한 판단력으로 부대 내 사건에 대응합니다.
- 성윤모(김현규 분): 과거 부대에 문제를 일으켰던 인물로, 이번 시즌에서 복귀하여 긴장감을 높입니다.
- 조백호(오대환 분): 새롭게 부임한 중대장으로, 겉모습과 달리 부대원들에게 사랑을 강조하는 반전 매력을 지녔습니다.
- 전세계(김동준 분): 아역배우 출신의 글로벌 스타로, 외모와 인성, 센스를 겸비한 신병입니다. 
- 문빛나리(김요한 분): 소심한 성격과 약한 체력으로 폐급 신병의 모습을 보여줍니다.
- 신진규(김다빈 분):
- 김태희(차지혁 분):
- 전대한(임종혁 분):
- 장덕규(허건영 분):
- 박민주(이수지 분):
- 임성민(남민우 분):
- 김상훈(이충구 분):
- 김동우(장성범 분):
- 강찬석(이정현 분):
- 심진우(차영남 분):

- (유빈):

제작진
- 연출: 민진기, 조제욱
- 극본: 윤기영, 강고은
- 원작: 장삐쭈의 동명 애니메이션

특징
《신병3》은 현실적인 군 생활을 유쾌하게 그려내며, 새로운 캐릭터들의 등장과 기존 인물들의 성장으로 더욱 풍성한 이야기를 선보입니다. 특히, 군대 내 다양한 인간 군상을 사실적으로 묘사하여 시청자들의 공감을 이끌어냅니다.
방송 정보
- 방송 기간: 2025년 4월 7일 ~ (매주 월, 화요일 밤 10시)
- 방송 채널: ENA
- 스트리밍: KT 지니TV